# Molophilus (Molophilus) mimicus
Molophilus (Molophilus) mimicus is een tweevleugelige uit de familie steltmuggen (Limoniidae). De soort komt voor in het Australaziatisch gebied.